# Koninklijke ERU Kaasfabriek B.V.

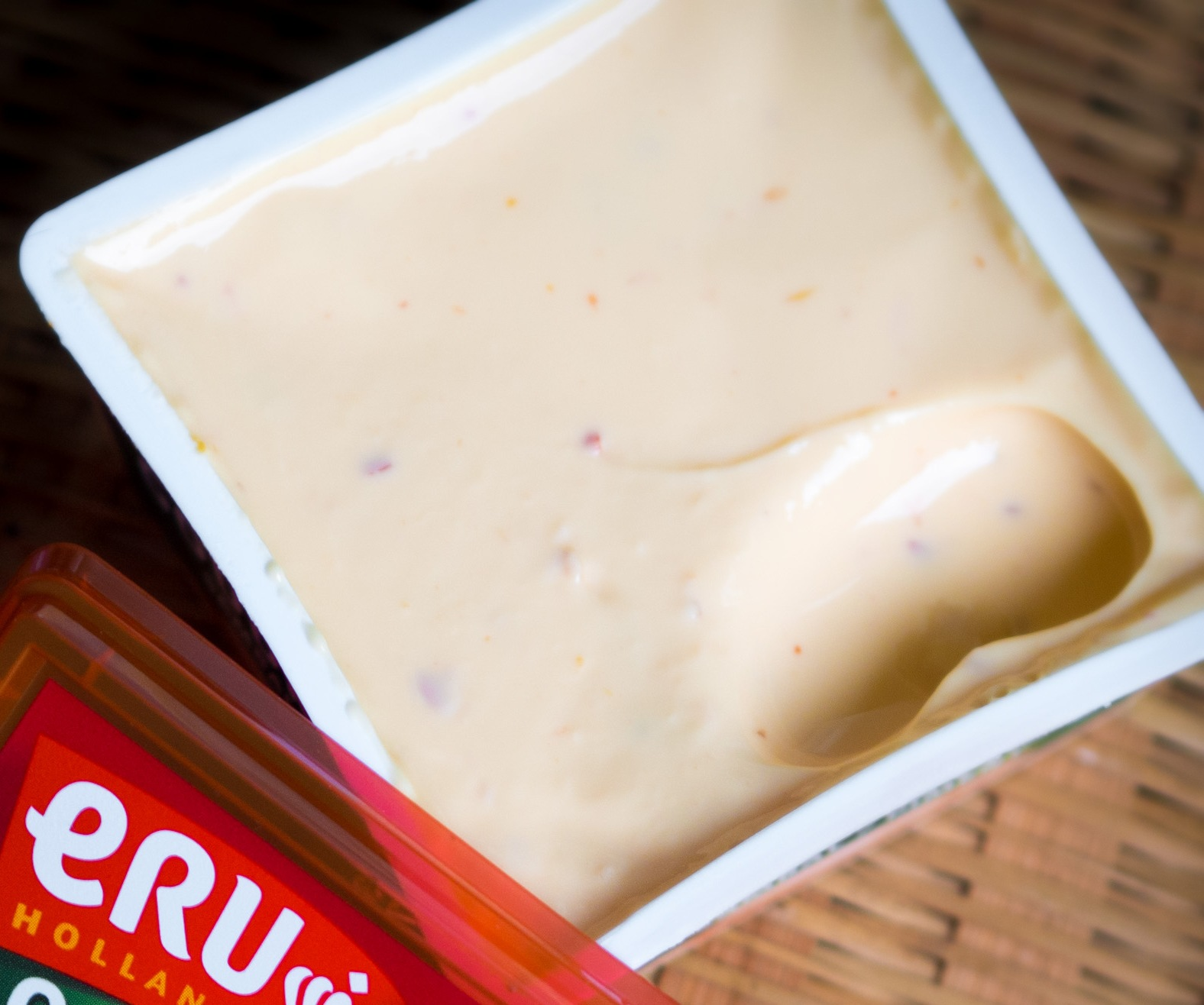
ERU smeerkaas met sambal

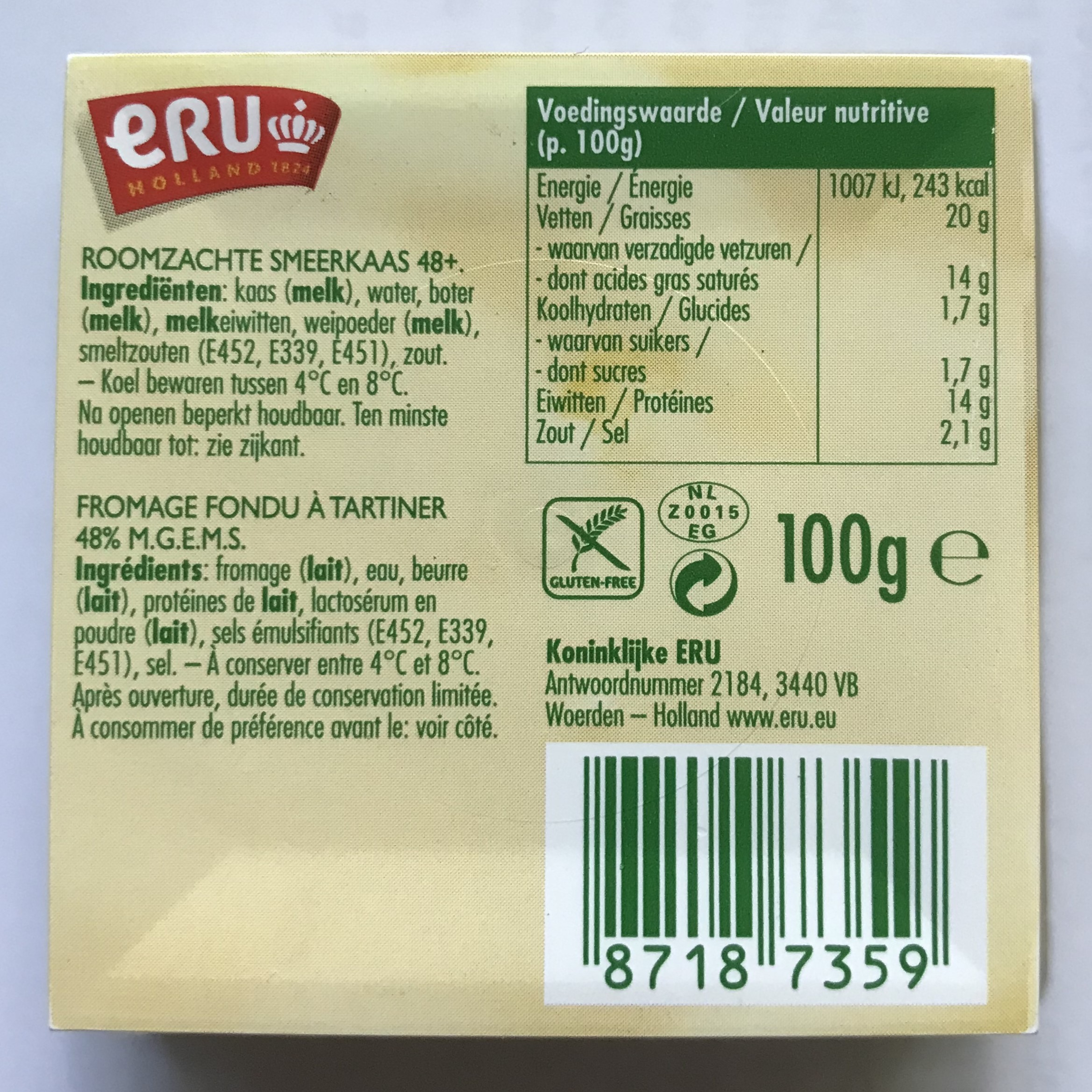
ERU smeerkaas, achterzijde

De Koninklijke ERU Kaasfabriek B.V. is een Nederlandse producent van smeerkaas en smeltkaas. De fabriek is gevestigd in Woerden en stond aanvankelijk achter het station, maar verhuisde later naar het bedrijventerrein Polanen langs de A12.

## Geschiedenis
Het bedrijf is in 1824 opgericht door Egbert Ruijs (naamgever van ERU). Hij begon toen in Woerden een handel in kazen en snijkazen. Rond de jaren 20 van de twintigste eeuw begon het bedrijf smeerkaas te maken van kaasrestanten. Aan het product bleek behoefte te zijn; in 1938 startte ERU daarom een smeerkaasfabriek, welke werd gebouwd aan de zuidkant van het station in Woerden. Uiteindelijk richtte het bedrijf zich bijna uitsluitend op de fabricage van smeerkaas. In kaas werd niet meer gehandeld.
In 1959 werd het merk 'Goudkuipje' geïntroduceerd op de Nederlandse markt. In het eerste jaar werden 50.000 stuks kuipjes verkocht. ERU verkreeg een patent op de verpakking van aluminiumfolie. De fabriek beschikte over een vulmachine, maar de verpakking moest nog met de hand worden dichtgemaakt. Later werd de smeerkaas geheel automatisch afgevuld in een plastic verpakking. Er worden inmiddels tientallen miljoenen verpakkingen smeerkaas per jaar geproduceerd. In 1993 kwam het bedrijf met een magere variant smeerkaas die 'Zilverkuipje' genoemd werd. Later volgden nog andere variëteiten, zo werd er bijvoorbeeld sambal door de smeerkaas gemengd.
In 1999 kreeg het bedrijf het predicaat koninklijk in verband met het 175-jarig bestaan.
In april 2024 werd bekend dat het bedrijf overgenomen gaat worden door de Belgische kaasproducent St. Paul. Sinds 2023 werken de twee al samen. In mei 2024 gaf de toezichthouder, Autoriteit Consument en Markt, toestemming, waarna de overname op 30 juli 2024 werd afgerond. De merknaam "Koninklijke ERU" blijft na de overname behouden. De productie van smeltkaas blijft ook in Woerden. 

## Trivia
- Het Suske en Wiske-album Het gouden kuipje gaat over de geschiedenis van deze kaasfabriek en werd in opdracht van ERU geschreven.